# Rockney Ridge
Rockney Ridge är en bergstopp i Antarktis. Den ligger i Västantarktis. Inget land gör anspråk på området. Toppen på Rockney Ridge är 611 meter över havet.
Terrängen runt Rockney Ridge är kuperad österut, men västerut är den platt. Trakten är obefolkad. Det finns inga samhällen i närheten.